# تيموثي كارول
تيموثي كارول (بالإنجليزية: Timothy Joseph Carroll)‏ هو قسيس أيرلندي، ولد في 23 أبريل 1940 في ميلستريت في جمهورية أيرلندا.